# Nathan ben Yehiel
Nathan ben Yehiel, nome completo Nathan ben Yehiel ben Avraham ben Yoav, ebraico נתן בן יחיאל מרומי, noto anche come Arukh, (Roma, 1035 ca. – Roma, 1106), è stato un lessicografo italiano di religione ebraica.

## Biografia
Era nato a Roma non dopo il 1035 da una delle più importanti famiglie romane di studiosi ebrei. A causa di un errore diffuso da Azulai, è stato considerato un rampollo della casa di De Pomis. Ora, tuttavia, si ritiene che appartenesse quasi una certezza alla famiglia Anaw (Degli Mansi). 
Il padre di Nathan, rabbi Yehiel ben Abraham, oltre ad essere un'autorità riconosciuta sulla legge rituale, era, come la maggior parte dei rabbini italiani contemporanei, un poeta liturgico.
Viaggi
I dettagli della triste vita di Nathan devono essere estratti e messi insieme da diversi versetti autobiografici allegati alla prima edizione del suo lessico. Sembra che avesse iniziato la vita non come studente, ma come venditore ambulante di articoli di lino, che allora era considerato un'occupazione spiacevole.
La morte del suo datore di lavoro lo spinse ad abbandonare il commercio per la Torah. Tornò a casa, dove suo padre cominciò a donargli i tesori dell'apprendimento, il cui accumulo fu continuato sotto la guida di maestri stranieri.
Dapprima Nathan andò in Sicilia, dove Matzliach ibn al-Batzaq era appena tornato da un corso di studi sotto Hai Gaon, l'ultimo geonim di Pumbedita. Fu lì che Nathan raccolse quell'apprendimento babilonese che ha portato alcuni all'idea errata che fosse andato come pellegrino a Pumbedita.
Poi lo attirò Narbonne, dove rimase sotto l'eminente esegeta e haggadista rabbi Mosè ha-Darshan. Sulla strada di casa probabilmente si soffermò per un po' nelle varie accademie che fiorirono in Italia, in particolare a Pavia, dove un certo R. Moses era il maestro capo, e Bari, dove insegnava rabbi Mosè Kalfo. Arrivò a casa, comunque, dai suoi viaggi accademici qualche tempo prima della morte di suo padre, avvenuta verso l'anno 1070, e che gli diede l'opportunità di illustrare la semplicità dei riti funebri che aveva promosso.
La presidenza del collegio rabbinico fu quindi affidata dalla comunità romana ai tre eruditi figli di Jehiel: Daniele, Nathan e Abramo - "i geonim della casa di R. Jehiel", così come sono stati denominati ("Shibbole ha-Leḳeṭ" ', ii 5). Daniel, il primogenito, sembra aver composto un commento sulla sezione mishnaica di Zera'im, da cui il "'Arukh" cita frequentemente, e di aver avuto rapporti amichevoli con studiosi cristiani. I tre fratelli acquisirono rapidamente il riconoscimento generale come autorità della Torah; e furono loro indirizzate numerose richieste. Il loro più frequente corrispondente era rabbi Solomon ben Isaac (Yiẓḥaḳi), uno studioso italiano che non deve essere identificato con Rashi.

## Arukh

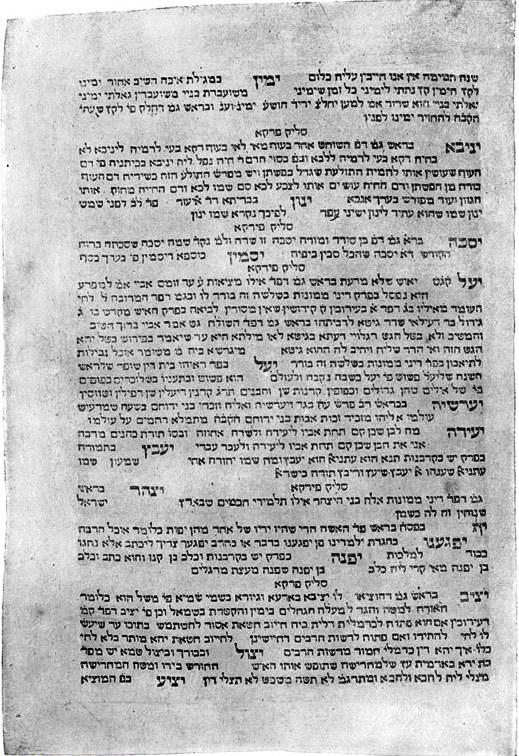
La prima pagina della prima edizione dell' Arukh (ca. 1480)

La vita privata di Nathan fu estremamente triste. Tutti i suoi figli morirono molto giovani; e il padre in lutto cercò conforto nella filantropia e nell'applicazione accademica. Nell'anno 1085 costruì un bagno comunale conforme alla legge rituale; e circa diciassette anni dopo, nel settembre 1101, lui e i suoi fratelli eressero una bellissima sinagoga. A febbraio di quest'ultimo anno era stato completato il suo  magnum opus  - l' Arukh.
Le fonti di questo lavoro sono numerose. A parte l'Arukh di Tzemach ben Paltzoi (Ẓemaḥ ben Palṭoi), che utilizzò (si dovrebbe tuttavia ricordare che Rapoport e Geiger lo nega), ha usato un numero molto grande di altre opere. Soprattutto, usò le informazioni ricevute, sia in forma orale che scritta, da rabbi Maẓliaḥ e rabbi Moses ha-Darshan, il primo dei quali, in particolare, attraverso i suoi studi sotto Hai, si era fatto il depositario dell'Apprendimento orientale. L'intera dimensione del debito di Nathan verso le sue fonri non può essere stimata, perché delle centinaia di libri citati, molti non sono stati conservati. Ma nessuno può negare il suo debito nei confronti di Gershom ben Judah, che cita ripetutamente; tuttavia, come Kohut sostiene giustamente contro Rapoport, non può essere stato il suo discepolo personale.
Allo stesso modo usò gli scritti di Chananel ben Chushiel e Nissim ben Jacob, entrambi residenti a Kairouan, nell'odierna Tunisia. Così frequenti, infatti, erano i riferimenti a R. Chananel nel lessico che R. Jacob Tam, per esempio, considerava l'opera basata interamente sui commenti di quell'autore ("'Sefer ha-Yashar' ' , p.  525), mentre l'autore del Or Zarua, come ovvio, si riferiva a lui quasi tutte le affermazioni anonime del libri.
Di nuovo nelle sue pagine figura molto frequentemente Hai Gaon, a volte indicato semplicemente come il "Gaon", mentre ha assimilato in modo particolare tutto il materiale filologico contenuto nei suoi commenti sull'ordine mishnahico Ṭohorot.

### Metodo e ambito
Dal momento che la struttura dell'"Arukh" è composta, per così dire, da così tanti mattoni, è difficile decidere se il costruttore possiede davvero tutto le conoscenze linguistiche accumulate in esso. Nessuno può contraddire lo spirito filologico dell'indagine dell'autore - abbastanza notevole per il suo tempo, che precede la scienza della linguistica; la sua frequente raccolta di "variæ lectiones" è notevole, mentre il suo buon senso letterario spesso lo ha salvato da rozze etimologie.
Ma, senza dubbio, la moltitudine di lingue schierate nell'Arukh è prodigiosa anche per un periodo con inclinazioni poliglottiche. I dialetti non ebrei aramaico si incontrano fianco a fianco ad arabo, persiano, greco, latino e persino slavo eccliesiastico, mentre l'italiano sembra familiare all'autore, come anche le varie forme rabbiniche di stile.
Questa molteplicità di lingue, tuttavia, attualmente è generalmente considerata un semplice segno del carattere multiforme della compilazione; e il credito per l'impiego esegetico delle varie lingue è dato alle autorità di Nathan piuttosto che a sé stesso.
Possedeva, senza dubbio, una conoscenza superficiale e pratica del latino e del greco; inoltre il primo conteneva già una mescolanza di italiano dell'epoca, e il secondo, suddiviso in greco parlato e scritto, era ancora parzialmente usato nell'Italia meridionale; anche se può aver acquisito una conoscenza confusa con l'arabo, e certamente aveva una certa familiarità con l'italiano, si può tuttavia affermare quasi con certezza che la maggior parte delle sue etimologie sono state compilate e copiate dai suoi vari libri che ha usato come fonti.
Forse per questo motivo i vari dialetti compaiono nell'"Arukh" sotto diversi nomi, ciascuno originato apparentemente da un autore differente, come l'arabo, ad esempio, che appare sotto tre distinte denotazioni, probabilmente senza che Nathan sia consapevole della loro sinonimia . Alla stessa causa può essere assegnata la polinomia dei dialetti ebraico e rabbinico nel Arukh, così come la presenza di una grande quantità di informazioni geografiche ed etnografiche che l'autore certamente non ha acquisito in un viaggio reale. Per quanto riguarda la derivazione grammaticale delle parole ebraiche, Nathan deviò dal principio della radice triliterale scoperto da Yehudah ben David Hayyuj e adottato come regola dai grammatici spagnoli; come la maggior parte dei rabbini francesi e tedeschi, considerava due lettere, a volte una sola, sufficienti a formare una radice ebraica.

### La sua importanza
L '"Arukh" è significativo come monumento nella storia della cultura. A parte il suo valore puramente scientifico come deposito di vecchie letture e interpretazioni, nonché di titoli di molti libri perduti, è importante in quanto unica produzione letteraria degli ebrei italiani di quell'epoca. Inoltre, sebbene sia principalmente una raccolta, è uno dei monumenti medievali di studio più degni di nota.
Compilato nel momento storico in cui la scuola di studio ebraica fu trapiantata dalla Babilonia e dall'Africa settentrionale verso l'Europa e fu soggetta ai pericoli dell'aberrazione, sottolineò in modo significativo la necessità di preservare i vecchi tesori e le tradizioni rabbinici. Il suo ruolo in questo senso era equivalente a quello reso dai due grandi prodotti degli ebrei contemporanei spagnoli e francesi - il codice talmudico di Alfasi e il commento di Rashi. Insieme i tre testi contribuirono alla diffusione dello studio rabbinico. Inoltre, si deve dipendere dall'"Arukh" per qualunque conoscenza si voglia avere della condizione intellettuale degli ebrei italiani nell'XI secolo.
Dal momento che il suo autore, ad esempio, usa liberamente la lingua italiana per delucidare etimologie, che offre spesso la terminologia vernacolare per oggetti di storia naturale, che si richiama ripetutamente, a fini di illustrazione, ai costumi di popoli stranieri, si possono facilmente dedurre le caratteristiche della lettura pubblica del suo tempo. L'alba dello scetticismo può essere individuata nella sua osservazione che per quanto riguarda le magie e gli amuleti non erano noti né i loro motivi né le loro fonti (Aruch Completum, vii. 157, s.v.).

### Influenza ed edizioni
L '"Arukh" raggiunse rapidamente un'ampia diffusione. Secondo Kohut, persino Rashi era già in grado di utilizzarlo nella seconda edizione dei suoi commenti, conoscendolo da rabbi Kalonymus ben Shabbethai, il noto rabbino che si era trasferito a Worms da Roma. Kalonymus, tuttavia, può nel migliore dei casi aver portato nella sua nuova residenza, poche informazioni riguardo l'Arukh, poiché il suo trasferimento avvenne circa trenta anni prima del suo completamento; avrebbe potuto vedere i primi fogli, dal momento che conosceva bene Nathan. Una generazione dopo il tempo di Rashi l'"Arukh" è in uso generale tra i commentatori biblici e tosafisti, così come tra gli autori legalisti e grammaticali. Numerose copie manoscritte furono messe in circolazione e con l'introduzione della stampa la sua diffusione si è estesa ulteriormente.
La prima edizione, che non reca né la data né il luogo di pubblicazione, appartiene probabilmente all'anno 1477, mentre nel 1531 Daniel Bomberg di Venezia pubblicò quella che è senza dubbio la migliore delle prime edizioni. In entrambi i processi di copiatura e di stampa, tuttavia, il lavoro ha subito innumerevoli alterazioni e mutilazioni, che sono state recentemente riparate in una certa misura dall'edizione scientifica pubblicata, sulla base delle prime edizioni e di sette manoscritti, da Alexander Kohut (Aruch Completum, 8 voll. e supplemento, Vienna e New York, 1878-92).

### Supplementi e compendia
Un'ulteriore prova della popolarità acquisita dall'Arukh si trova nei numerosi supplementi e compendi che presto iniziarono a essere creato. Fino a poco tempo fa, tutti i lessici rabbinici erano basati sull'Arukh. Il primo supplemento fu scritto nel XII secolo da Samuel ben Jacob ibn Jam o Jama (J.Q.R. x 514) di Narbona, con il titolo "Agur" (edito da Solomon Buber in "Grätz Jubelschrift", "Hebr. part, pp. 1-47), una piccola opera di poco significato.
Nel 13º secolo R. Tanchum ben Joseph di Gerusalemme scrisse un lessico, Al-Murshid al-Kafi, che si proponeva non solo di sostituire l'Arukh , che era diventato raro, ma anche completarlo e correggerlo.
Abraham Zacuto, autore del  Yuḥasin , all'inizio del sedicesimo secolo compose un supplemento intitolato Iḳḳere ha-Talmud , di cui ci è giunto solo un frammento dell'ultima parte. All'incirca nello stesso periodo Sanctus Pagninus, un cristiano, pubblicò un Enchiridion Expositionis Vocabulorum Haruch, Thargum, Midraschim Rabboth, et Aliorum Librorum  (Roma, 1523; Steinschneider,  Cat. Bodl.  col. 2083). Il metodo generale dell'Arukh fu adottato anche da Elijah Levita, che, nel suo Meturgeman e  Tishbi , fece un passo in avanti nel differenziare le parole targumiche e talmudiche e ha anche cercato di completare il suo prototipo.
Il metodo e la materia dell'"Arukh" furono seguiti da vicino da Johannes Buxtorf nel suo "Lexicon Chaldaicum Talmudicum" (Basilea, 1639), e da David de Pomis nella sua "Ẓemaḥ Dawid". Agli inizi del XVII secolo Menahem Lonzano pubblicò il suo piccolo ma utile supplemento, Ma'arik, che riguardava in particolare con le parole straniere (in Shete Yadot, Venezia, 1618, ripubblicato da Jellinek, Lipsia, 1853). Ma'arik ha-Ma'areket, una raccolta di Philippe d'Aquin, è apparso a Parigi nel 1629.
Senza dubbio i migliori supplementi per l'"Arukh" furono scritti nello stesso secolo da Benjamin Musaphia, un medico di Amburgo, e David ha-Kohen de Lara.
Il "Musaf he-'Arukh" di Mussafia (1655), probabilmente conosciuto anche come "Arukh he-Ḥadash" secondo Immanuel Löw, si dedicò in particolare ai termini derivati da greco e latino, appoggiandosi in gran parte su Buxtorf. De Lara († 1674) pubblicò Keter Kehunnah (Amburgo, 1668), in cui si era posto obiettivi poliglotta, e che, sebbene portato in "resh", fu pubblicato solo per quanto riguarda la lettera "yod" (Steinschneider, l.c. col. 875). La sua opera più piccola, d'altra parte, "Ir Dawid" (Amsterdam, 1638), di cui la seconda parte era chiamata "Meẓudat Ẓiyyon", si limitava quasi esclusivamente ai termini di origine greca.
Anche il diciannovesimo secolo ha visto la pubblicazione di diverse opere accreditate nel lessico classico. Isaiah Berlin († 1799) ha scritto "Hafla'ah Sheba-'Arakhin" (Bratislava, 1830, Vienna, 1859, Lublino, 1883), annotazioni sull'Arukh; note simili furono aggiunte da I. M. Landau alla sua edizione non scientifica dell'"Arukh" (5 voll., Praga, 1819-1840); mentre S. Lindermann ha pubblicato chiarimenti sotto il titolo "Sarid ba-'Arakhin" (Thorn, 1870).
Inoltre, ci sono diversi dizionari anonimi derivati dallo stesso classico, ad esempio, l' Arukh sintetico, Arukh ha-Ḳaẓer noto anche come Ḳiẓẓur 'Arukh, che fu successivamente stampato a Costantinopoli (1511), Cracovia (1591) e Praga (1707), e che contiene solo la spiegazione delle parole, senza le loro etimologie.
Un altro breve Arukh, frequentemente citato da Buxtorf, e scoperto in un manoscritto a Berna, si è visto che contiene numerose annotazioni francesi e tedesche. Di tali epitomi non c'è dubbio che ne sia stata una gran quantità sotto forma di manoscritto. Un dizionario di portata ancora più ampia di "Arukh" è il "Sefer Meliẓah" di Solomon ben Samuel. Solomon Marcus Schiller-Szinessy, infine, registra l'esistenza di un Lexicon of the Difficult Words in the Talmud ( Cat. Cambridge,  p. 114).

## Opere
- Arukh. Redatto come manoscritto fu pubblicato per la prima volta a stampa inrotno al 1480